# 醍醐新兵衛
醍醐 新兵衛（だいご しんべえ）は千葉県の捕鯨家の名跡の1つ。醍醐新兵衛家の当主名。屋号は大井屋。家紋は「丸に橘」。菩提寺は妙典寺。通名は新兵衛どん（しんべえどん）である。

## 安房醍醐氏
安房醍醐氏の起源は仁寿の昔(851年頃)までさかのぼる。その興りには諸説あるが、種々の古文書によれば、三十八代まで「佐王藤原姓」とみえ、「弘治2年（1556年）3月没、行年86歳徳仁院殿安房大居士、俗名醍醐新兵衛藤原安房」という記述が見られることから、醍醐新兵衛開祖の7代前には安房に移住し、戦国時代の乱世の中で落剥して漁師となったのではないかと言われている。『平家物語』に醍醐三郎実秀の名が登場する。また、安房国の名族鑑には醍醐氏の記載があり、醍醐新兵衛家は里見氏時代より加知山村に居住し、世々捕鯨に従事し云々とある。

## 歴代の醍醐新兵衛
醍醐家は、関東（房総）捕鯨の祖と言われ、初代定明の時に勝山組と岩井袋組の船団を組織化し、江戸湾・浮島でツチクジラを捕獲した。定明以来代々醍醐 新兵衛と称し、捕鯨業の総網元・大名主として村を指導した。近代になると製油産業や缶詰工業を興して盛えたが、嫡子がなく11代目で廃絶したが、親族の醍醐昇が家系を継承した。
- 初代 醍醐新兵衛 -  定明（さだあき、1630年- 1704年） 関東捕鯨の祖[2]。
- 2代目 醍醐新兵衛 - 明広（あきひろ、1672年- 1744年） 定明の末子。
- 3代目 醍醐新兵衛 - 明定（あきさだ、1698年- 1780年） 明広の嗣子。号は精白、字は素仙、通称新兵衛。
- 4代目 醍醐新兵衛 - 定恒（さだつね、1737年- 1815年） 明定の長子で通称小平次。
- 5代目 醍醐新兵衛 - 定昌（さだあき、1768年- 1803年） 定恒の長子で通称新平・字は子盛。蝦夷地鯨漁を請け負う。
- 6代目 醍醐新兵衛 - 定好（さだよし、1787年- 1811年） 定昌の次子。
- 7代目 醍醐新兵衛 - 定香（さだか、1796年- 1840年） 定昌の次子、通称新平。
- 8代目 醍醐新兵衛 - 定緝（さだつぐ、1827年- 1862年。 定香の長子。蝦夷地において藤川三渓と争い、洋式捕鯨を計画した[4]。
- 9代目 醍醐新兵衛 - 定固（さだかた、1837年- 1895年） 定香の次子。1864年（元治元年）に北洋に出向き、樺太沿岸でサケ漁を試みた[4]。明治維新後は鯨油輸出を行い、自治行政に貢献した。
- 10代目 醍醐新兵衛 - 徳太郎（とくたろう、1852年- 1904年） 定香の長子。渋沢栄一や大倉喜八郎らの資金援助を得て、関沢明清と館山の豊津村に捕鯨と鯨油製造の日本水産会社を設立した[4]。しかし、鯨油製造の技術に問題があった上に捕鯨の不振もあり、3年あまりで会社は解散した[4]。
- 11代目 醍醐新兵衛 - 新司（しんじ、1878年- 1937年） 徳太郎の庶子。館山関沢晴清の工場で、缶詰製法について研究した。

## 関連機関
- 臨海荘 黒潮資料館（勝浦市） - 古式～近代捕鯨史に関する資料館
- 妙典寺（鋸南町） - 醍醐新兵衛の菩提寺（醍醐新兵衛の墓）
- 姥山貝塚（市川市） - 1926年に日本で初めて竪穴建物が発見された場所（クジラの骨も出土された）。